# 하남 정씨
하남 정씨(河南程氏)는 하남성을 본관으로 하는 한국의 성씨이다.
정사조는 원나라 노국공주가 고려로 입국할 때 함께 고려에 들어왔으며, 이후 고려에 정착하면서 공민왕에게 관직과 식읍을 하사받으며 고려인으로서 살아갔다. 이후 그의 후손들은 정사조를 시조로 하며 본관인 하남성은 그대로 유지했다.

## 참고 자료
- “정씨(程氏) 본관(本貫) 하남(河南)”. 《한국족보출판사]]》. 2022년 11월 30일에 원본 문서에서 보존된 문서.
- 金光林 (2014). “A Comparison of the Korean and Japanese Approaches to Foreign Family Names” (PDF). 《Journal of cultural interaction in East Asia》 (영어) (東アジア文化交渉学会). 21면. 2016년 3월 27일에 원본 문서 (PDF)에서 보존된 문서.